# La Galera (ort i Spanien, Katalonien, Província de Tarragona, lat 40,68, long 0,46)
La Galera är en ort i Spanien.   Den ligger i provinsen Província de Tarragona och regionen Katalonien, i den östra delen av landet, 400 km öster om huvudstaden Madrid. La Galera ligger 115 meter över havet och antalet invånare är 790.
Terrängen runt La Galera är platt åt nordväst, men åt sydost är den kuperad.Runt La Galera är det ganska tätbefolkat, med 166 invånare per kvadratkilometer. Närmaste större samhälle är Tortosa, 15,3 km norr om La Galera. Trakten runt La Galera består till största delen av jordbruksmark.